# Kerkhof van Lambres
Het Kerkhof van Lambres is een gemeentelijke begraafplaats in de Franse gemeente Lambres in het departement Pas-de-Calais. Het kerkhof ligt in het dorpscentrum naast de Église Saint-Lambert. Op het pleintje naast het kerkhof staat een oorlogsmonument met de namen van de gesneuvelde gemeentenaren uit de beide wereldoorlogen.

## Brits oorlogsgraf
Op het kerkhof bevindt zich een Brits oorlogsgraf uit de Eerste Wereldoorlog. Het graf is van een niet-geïdentificeerde Indische soldaat en wordt door de gemeente onderhouden. Bij de Commonwealth War Graves Commission staat het geregistreerd onder Lambres Churchyard.